# 1469年
| 千纪： | 2千纪 |
| 世纪： | 14世纪 \| 15世纪 \| 16世纪                                                                                 |
| 年代： | 1430年代 \| 1440年代 \| 1450年代 \| 1460年代 \| 1470年代 \| 1480年代 \| 1490年代                           |
| 年份： | 1464年 \| 1465年 \| 1466年 \| 1467年 \| 1468年 \| 1469年 \| 1470年 \| 1471年 \| 1472年 \| 1473年 \| 1474年 |
| 纪年： | 己丑年（牛年）；明成化五年；越南光順十年；日本應仁三年，文明元年                                           |

## 大事记
- 阿拉貢王國的斐迪南二世與卡斯提亞的伊莎貝拉一世女王的婚禮。
- 阿哈雅卡特爾登基阿茲特克帝國君主。
- 羅倫佐·德·美第奇繼任佛羅倫斯僭主，在他的任內佛羅倫斯進入黃金時期。
- 帖木兒王朝國王卜撒因征伊拉克的卡拉巴格戰役中被雅迪格爾·穆罕默德擊敗並處決，帝國再度分裂。

## 出生
- 達迦馬——葡萄牙探險家。
- 馬基維利——意大利偉大思想家。
- 拿那克——錫克教創始人。

## 逝世
- 蒙特祖馬一世，阿茲特克特诺奇蒂特兰的第五位統治者、第二位阿茲特克帝國君主。
- 12月2日——皮耶罗一世·德·美第奇，佛羅倫斯僭主。
- 卜撒因，帖木兒王朝國王，帖木兒曾孫，印度莫臥兒帝國創始人巴布爾的祖父。